# Алагоа (Минас-Жерайс)
Алагоа (порт. Alagoa) — муниципалитет в Бразилии, входит в штат Минас-Жерайс. Составная часть мезорегиона Юг и юго-запад штата Минас-Жерайс. Входит в экономико-статистический микрорегион Сан-Лоренсу. Население составляет 2833 человека на 2006 год. Занимает площадь 161,555 км². Плотность населения — 17,5 чел./км².

## История
Город основан 28 декабря 1962 года.

## Статистика
- Валовой внутренний продукт на 2003 год составляет 8 530 174,00 реалов (данные: Бразильский институт географии и статистики).
- Валовой внутренний продукт на душу населения на 2003 год составляет 3027,03 реалов (данные: Бразильский институт географии и статистики).
- Индекс развития человеческого потенциала на 2000 год составляет 0,726 (данные: Программа развития ООН).